# Hokovití
Hokovití (Cracidae) je čeleď středních i velkých ptáků z řádu hrabavých žijících výhradně v oblastech Nového světa. Je tvořena 11 rody (jen se třemi českými jmény, a sice guanové, hokové a čačalaky) s více než 50 druhy.

## Výskyt
Jsou rozptýleni v subtropických i tropických lesích Jižní, Střední a v jižní části Severní Ameriky. Žijí převážně v tropických pralesích a galeriových lesích a to od říčních nížin až po horské oblasti. Oblast výskytu je ohraničena na jihu severem Argentiny a na severu Mexikem, jeden druh čačalaka obecná zasahuje až do Texasu v USA a dva druhy guan trinidadský a čačalaka rudořitá se usadili na karibských ostrovech Trinidad a Tobago. Čeleď hokovitých obydluje teplé zalesněné nížiny i chladnější hornatá území (až 3000 m n. m.) na rozlehlém a floristicky pestrém areálu. Žijí v primárních tropických pralesích, v galeriových lesích lemující vodní toky v jinak bezlesých územích i v oblastech kde v období sucha stromy pravidelně shazují listí. Žijí také poblíž plantáží a domů, pokud jsou tam stromy nebo vzrostlé keře a nejsou lidmi příliš rušeni.
Některé druhy jsou ale poměrně vzácné, jich nízké počty se vyskytují pouze na rozsahem malých územích. Podle Červeného seznamu IUCN je 6 druhů hodnoceno jako zranitelný, 8 je považováno za ohrožený druh a 4 druhy jsou pokládány za kriticky ohrožené. Druh hoko mitu (Mitu mitu) již pravděpodobně ve volné přírodě vymizel, naposled byl pozorován v roce 1980, je chován pouze v zoologických zahradách. Nejvíce hokovité ohrožuje člověk likvidaci jejich původních regionů při kácení pralesů a stavěním cest a dále původní obyvatelé lovící je s oblibou pro maso.

## Popis
Jsou to ptáci různých velikostí, od 50 do 100 cm a váhy od 380 do 4300 gramů, samci bývají větší a těžší než samice. Do rodů hoko patří obecně největší a do rodu čačalaka nejmenší. Mají silný ale krátký, na špičce zahnutý zobák mnohdy červené nebo modré barvy, stejně barevné mívají i silné a dlouhé nohy. Křídla mají krátká a zakulacená a poměrně dlouhý a široký ocas. Lesklé peří je tmavé barvy, olivově hnědé, černé nebo šedé v různých odstínech, často s bílými skvrnami, s výjimkou rodů hoko jsou obě pohlaví zbarvená podobně. Mnohé druhy se vyznačují barevnými laloky a různými výrůstky na hlavě, zobáku i ozobí, na hlavě mívají hřebínek z dopředu stočeného peří. Na krku a obličeji mívají holou kůži zářivě modrou nebo červenou. Zabarvení jedinců jednoho druhu se může lišit, nedospělci mají peří světle hnědé nebo i pruhované.
Jsou to stromoví ptáci, nejsou dobří letci. Na stromech hřadují, hledají tam obživu i stavějí hnízda. Chodí lehce a bezpečně i po tenkých větvích v korunách stromů, kde tráví převážnou část života. Pro překonání mýtin si vyskáčou po větvích na nejvyšší strom a odtud plachtěním dlouhým i 100 m se pokoušejí dosáhnout dalšího stromu; nestačí-li to, letí za pomoci prudkého mávání křídel. Ze země do korun stromů vzlétají při úkrytu před nepřítelem, k odpočinku a přenocování. Jsou to ptáci plaší se skrytým způsobem životy. Hokovití se považují za důležité rozsévače semen lesních rostlin.
Jejich hlasové projevy se popisují jako hlasité a chraptivé houkání, pískání a vrkání, nejčastěji se ozývají za soumraku a úsvitu. Díky prodloužené průdušnici mohou samečci hokovitých vyluzovat extrémně nízké dunivé tóny rozléhající se pralesem na veliké vzdálenosti. Mimo to se ozývají i bušením křídel o větve.
Jsou to všežravci kteří v prvé řadě se živí plody, semeny, květy i čerstvými výhonky rostlin. Malé plody polykají celé, do velkých plodů klovají. Pouze doplňkovou stravou jsou živočichové, např. červi, plži, pavouci, brouci, mravenci, termiti i kobylky. Loví i malé obratlovce jako žáby, hlodavce i drobné hady. Žerou i vejce z hnízd drobných ptáků, např. kolibříků. Některé druhy slétávají se stromů za pozemní potravou častěji, jiné výjimečně. Mají vole pro uskladnění potravy.

## Rozmnožování
Jejich život probíhá u většiny druhů v hejnech, mnohdy skupinově i hnízdí. Samci většiny druhů jsou pravděpodobně monogamní, někteří jsou naopak spatřování v období rozmnožování pohromadě se třemi nebo čtyřmi slepicemi. Svá hnízda si stavějí na stromech nebo v hustých keřích. Neuspořádané hnízdo je z proutí, větviček, listí i trávy. Slepice kladou po 2 až 4 velkých bílých vejcích s tvrdou skořápkou, výjimečně i do společného hnízda. Na vejcích sedí jen slepice, asi jednou nebo dvakrát denně odchází na cca 1 hodinu za potravou, za deště zůstává. Inkubace vajec trvá podle druhu od 21 do 36 dnů.
Vylíhnutá kuřata jsou vyspělá a opeřená, jsou brzy schopna popolétávat po stromech na krátké vzdálenosti. Oba rodiče jim z počátku do hnízda přinášejí ve voleti potravu, dokrmují je částečně i když už jsou schopna si potravu najít sama. Za deště a v noci samice mladá kuřata skrývá pod křídla. Rozmnožovat se začínají ve dvou až třech létech, vejce snášejí jen jednou ročně, v porovnání s ostatními hrabavými ptáky mají hokovití nízkou míru reprodukce.

## Systematika
Hokovití jsou poměrně rozsáhlá čeleď ptáků, která není pro jejich převážně stromový způsob života v mnohdy těžko dostupných oblastech dokonale prozkoumána. Problém představuje jak zařazení některých druhů (hlavně guan horský, Oreophasis derbianus), tak rozřazení hlavních linií. Podle rozsáhlé studie DNA hokotovitých z roku 2002 se v rámci čeledi vyskytují pouze dvě podčeledi, a sice na Penelopinae, kam patří guanové, a Cracinae, kam patří čačalaky, hokové a guan horský.
K roku 2022 jsou uznávány následující druhy:
- podčeleď Penelopinae (guanové)
  - rod Aburria Reichenbach 1853
    - guan aburri, Aburria aburri (Lesson 1828) Reichenbach 1853

  - rod Pipile
    - guan černočelý, Pipile jacutinga (von Spix 1825)
    - guan červenohrdlý, Pipile cujubi (Pelzeln 1858)
    - guan trinidadský, Pipile pipile (Jacquin 1784)
    - guan modrohrdlý, Pipile cumanensis (Jacquin 1784)

  - rod Chamaepetes Wagler 1832
    - guan černý, Chamaepetes unicolor Salvin 1867
    - guan modrolící, Chamaepetes goudotii (Lesson 1828)

  - rod Penelope Merrem 1786 (15 species)
    - guan pruhoocasý, Penelope argyrotis (Bonaparte 1856)
    - guan vousatý, Penelope barbata Chapman 1921
    - guan Ortonův, Penelope ortoni Salvin 1874
    - guan andský, Penelope montagnii (Bonaparte 1856)
    - guan guyanský, Penelope marail (Müller 1776)
    - guan čárkovaný, Penelope superciliaris Temminck 1815
    - guan červenolící, Penelope dabbenei Hellmayr & Conover 1942
    - guan chocholatý, Penelope purpurascens Wagler 1830
    - guan caucský, Penelope perspicax Bangs 1911
    - guan bělokřídlý, Penelope albipennis Taczanowski 1878
    - guan rezavobřichý, Penelope jacquacu von Spix 1825
    - guan tmavonohý, Penelope obscura Temminck 1815
    - guan bolivijský, Penelope bridgesi Gray, GR, 1860
    - guan pestrý, Penelope pileata Wagler 1830
    - guan středobrazilský, Penelope ochrogaster Pelzeln 1870
    - guan jakukaka, Penelope jacucaca von Spix 1825

  - rod Penelopina Reichenbach 1861
    - guan malý, Penelopina nigra (Fraser 1852) Reichenbach 1861
- podčeleď Cracinae (čačalaky a hokové)
  - rod Ortalis Merrem 1786
    - †Ortalis affinis Feduccia & Wilson 1967
    - †Ortalis phengites Wetmore 1923
    - †Ortalis pollicaris Miller 1944
    - †Ortalis tantala Wetmore 1933
    - čačalaka obecná, Ortalis vetula (Wagler 1830)
    - čačalaka šedohlavá, Ortalis cinereiceps Gray 1867
    - čačalaka hnědokřídlá, Ortalis garrula (von Humboldt 1805)
    - čačalaka rudořitá, Ortalis ruficauda Jardine 1847
    - čačalaka rezavohlavá, Ortalis erythroptera Sclater & Salvin 1870
    - čačalaka Waglerova, Ortalis wagleri Gray 1867
    - čačalaka západomexická, Ortalis poliocephala (Wagler 1830)
    - čačalaka šedokrká, Ortalis canicollis (Wagler 1830)
    - čačalaka bělobřichá, Ortalis leucogastra (Gould 1843)
    - čačalaka šupinatá, Ortalis guttata (von Spix 1825)
    - čačalaka kolumbijská, Ortalis columbiana Hellmayr 1906
    - čačalaka brazilská, Ortalis araucuan (von Spix 1825)
    - čačalaka šupinatá, Ortalis squamata Lesson 1829
    - čačalaka guyanská, Ortalis motmot (Linnaeus 1766)
    - čačalaka hnědohlavá, Ortalis ruficeps (Wagler 1830)
    - čačalaka světlebrvá, Ortalis superciliaris Gray 1867

  - rod Oreophasis Gray 1844
    - guan horský, Oreophasis derbianus Gray 1844

  - rod Crax Linnaeus 1758
    - hoko proměnlivý, Crax rubra Linnaeus 1758
    - hoko modrozobý, Crax alberti Fraser 1852
    - hoko žlutolaločnatý, Crax daubentoni Gray 1867
    - hoko korunkatý, Crax globulosa von Spix 1825
    - hoko červenolaločnatý, Crax blumenbachii von Spix 1825
    - hoko pospolitý, Crax alector Linnaeus 1766
    - hoko žlutozobý, Crax fasciolata von Spix 1825

  - rod Mitu Lesson 1831
    - hoko pruhoocasý, Mitu tomentosum (von Spix 1825)
    - hoko Salvinův, Mitu salvini Reinhardt 1879
    - hoko amazonský, Mitu tuberosum (von Spix 1825)
    - hoko mitu, Mitu mitu (Linnaeus 1766) (v divoké přírodě vyhynulý)

  - rod Nothocrax Burmeister 1856
    - hoko noční, Nothocrax urumutum (von Spix 1825) Burmeister 1856

  - rod Pauxi Temminck 1813
    - hoko bolivijský, Pauxi unicornis Bond & Meyer de Schauensee 1939
    - hoko přílbový, Pauxi pauxi (Linnaeus 1766) Temminck 1813
    - Pauxi koepckeae Weske & Terborgh 1971